# Êxodo de futebolistas para a Arábia Saudita
A partir de janeiro de 2023, o governo saudita decidiu por meio do Public Investment Fund investir na contratação de jogadores de futebol, num esforço para maximizar o desporto no país, principalmente no futebol, dando início ao êxodo de futebolistas para a Arábia Saudita, que teria o seu auge em agosto de 2023, com a contratação de muitos jogadores.

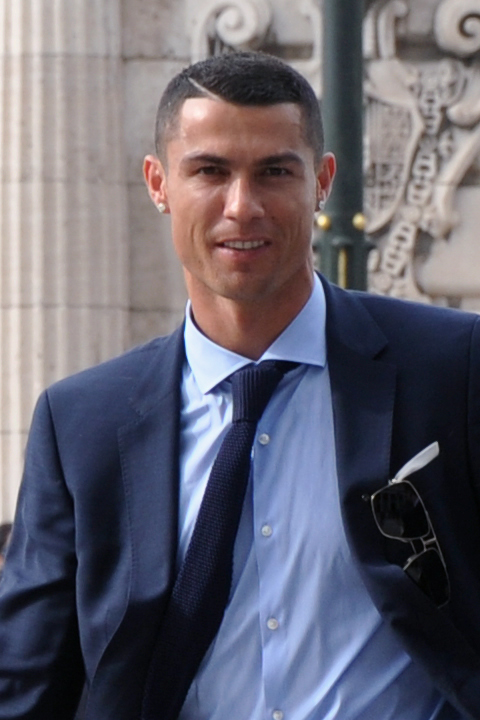
Ronaldo, contratado pelo Al-Nassr

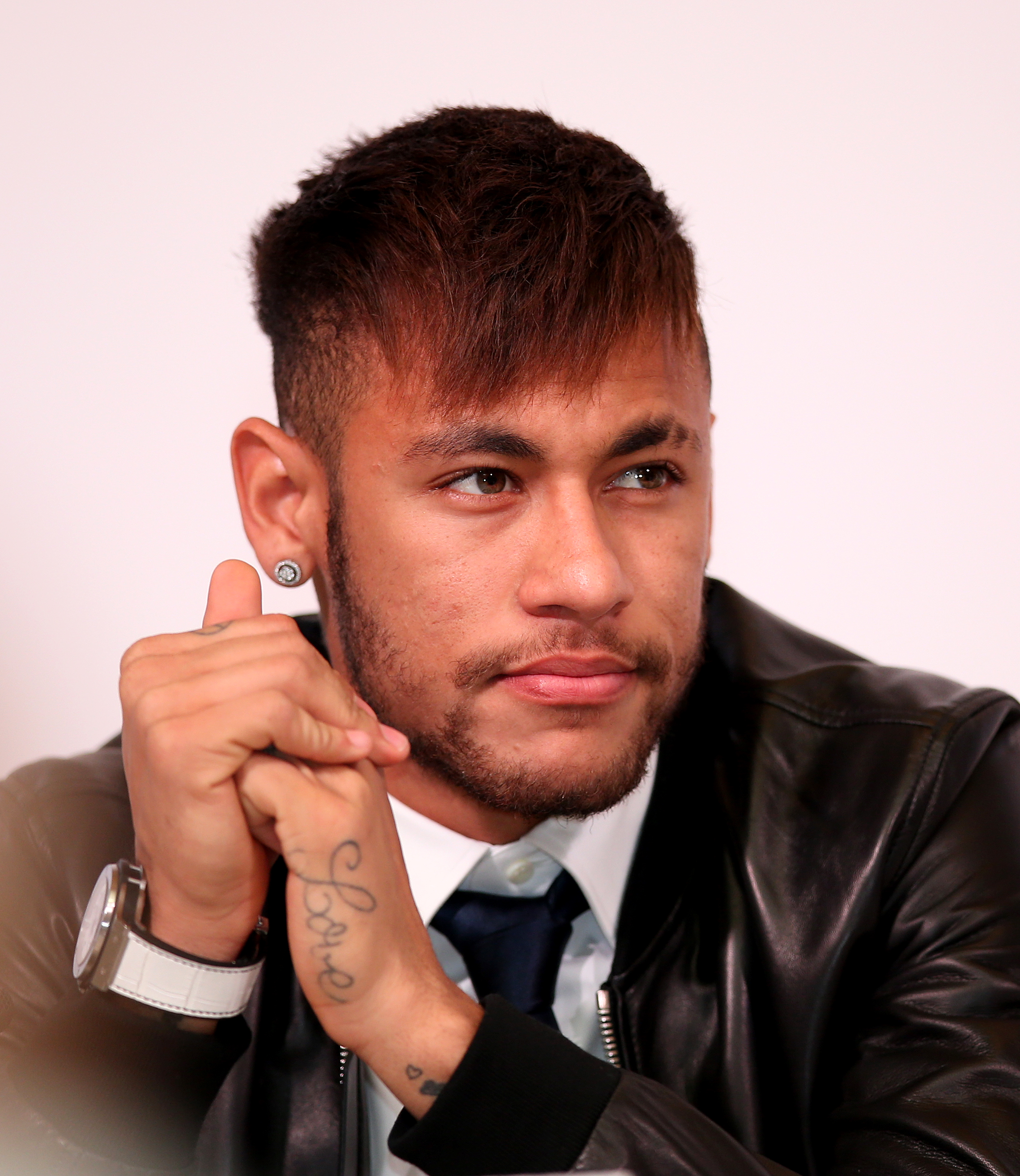
Neymar, contratado pelo Al-Hilal

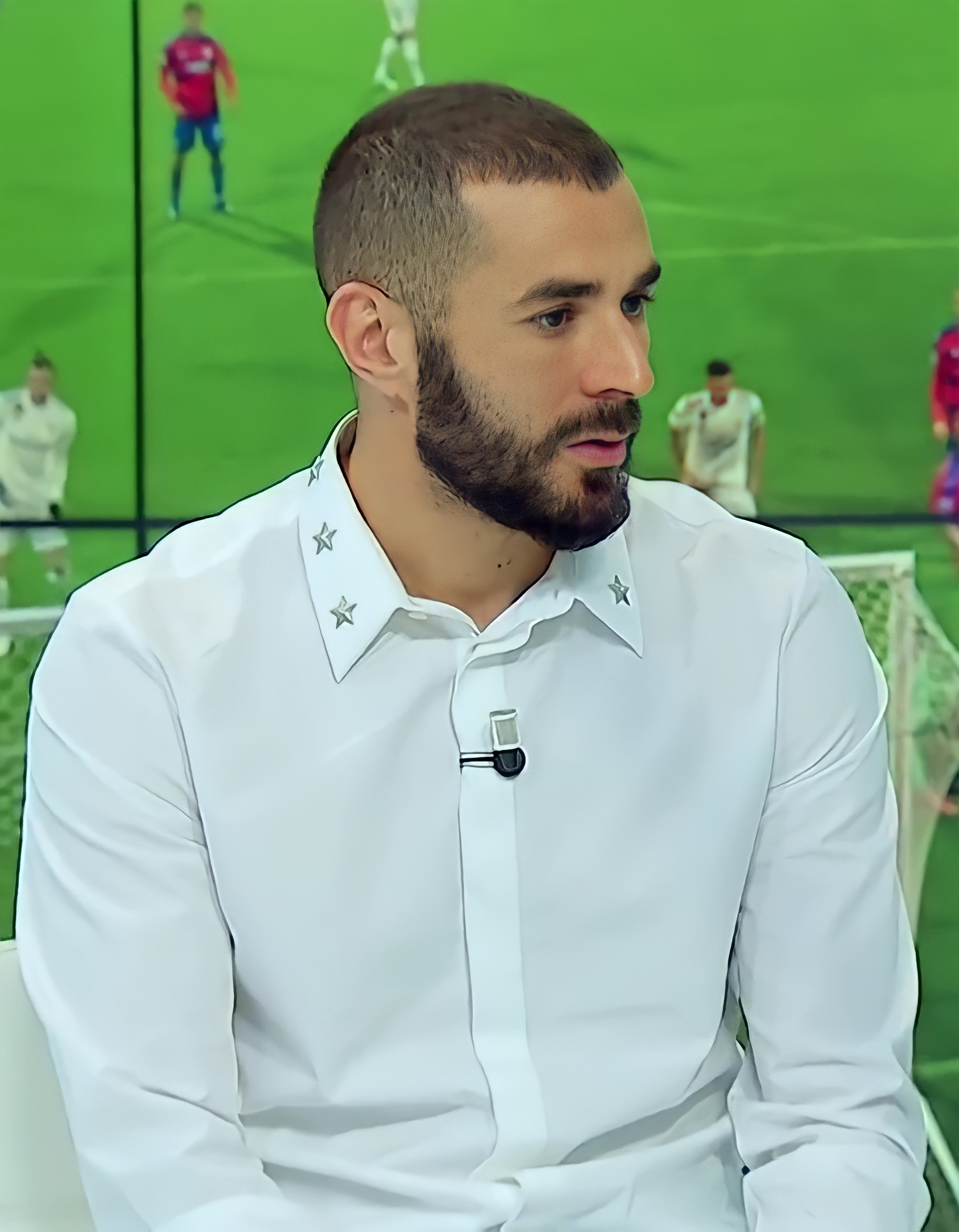
Benzema, contratado pelo Al-Ittihad

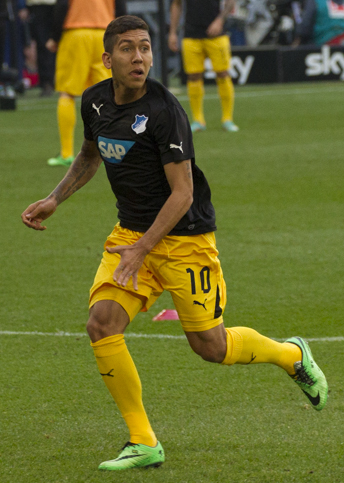
Firmino, contratado pelo Al-Ahli

A transferência de Cristiano Ronaldo ao Manchester United em janeiro de 2023 mostrou o investimento saudita no futebol ao tornar o português o jogador e atleta mais bem pago da história aos 37 anos, ganhando 200.000.000€ por temporada mais bónus.

## Principais transferências
Esboço em construção
- Cristiano Ronaldo - Al-Nassr (do Manchester United, janeiro de 2023)
- Kalidou Koulibaly - Al-Hilal (do Chelsea, julho de 2023)
- Sergej Milinković-Savić - Al-Hilal (da Lazio, julho de 2023)
- Sadio Mané - Al-Nassr (do Bayern, agosto de 2023)
- N'Golo Kanté - Al-Ittihad (do Chelsea, agosto de 2023)
- Neymar - Al-Hilal (do Paris Saint-Germain, agosto de 2023)
- Roberto Firmino - Al-Ahli (do Liverpool, agosto de 2023)
- Karim Benzema - Al-Ittihad (do Real Madrid, julho de 2023)
- Fabinho - Al-Ittihad (do Liverpool, agosto de 2023)
- Rúben Neves - Al-Hilal (do Wolves, agosto de 2023)
- Riyad Mahrez - Al-Ahli (do Manchester City, agosto de 2023)
- Malcom - Al-Hilal (do Zenit, agosto de 2023)
- Jota - Al-Ittihad (do Celtic, agosto de 2023)
- Aymeric Laporte - Al-Nassr (do Manchester City, agosto de 2023)
- Otávio - Al-Nassr (do Porto, agosto de 2023)
- Franck Kessié - Al-Ahli (do Barcelona, agosto de 2023)
- Gabri Veiga - Al-Ahli (do Celta de Vigo, agosto de 2023)
- Georginio Wijnaldum - Al-Ettifaq (do Paris Saint-Germain, setembro de 2023)
- Yannick Carrasco - Al Shabab (do Atlético de Madrid, setembro de 2023)
- Yassine Bounou - Al-Hilal (do Sevilla, agosto de 2023)
- Luiz Felipe - Al-Ittihad (do Real Betis, setembro de 2023)